# Дзержинка (Омская область)
Дзержинка — исчезнувшее село в Марьяновском районе Омской области России. Точная дата упразднения не установлена.
Располагалось в 5 км к востоку от посёлка Старая Шараповка.

## История
Основано как центральное отделение колхоза имени Дзержинского. С 1945 по 1954 гг. центр Дзержинского сельсовета, после присоединен к Степновскому.

## Население
| год     | 1970 |
| ------- | ---- |
| человек | 175  |

В 1970 г. 50 % населения деревни — немцы.

## Уроженцы
Сметанников, Василий Андриянович — Герой социалистического труда.

## Транспорт
Просёлочные дороги.